# 瓜拉西亞巴 (聖卡塔琳娜州)

瓜拉西亞巴（葡萄牙語：Guaraciaba），是巴西的城鎮，位於該國南部，由聖卡塔琳娜州負責管轄，始建於1961年10月1日，面積331平方公里，海拔高度720米，2010年人口10,498，人口密度每平方公里31.75人。
26°35′56″S 53°31′4″W / 26.59889°S 53.51778°W